# Болезнь Шейермана — Мау
Болезнь Шейермана — Мау (юношеский кифоз) — это наследственная дорсопатия, основным клиническим проявлением которой является патологическое искривление позвоночника по типу кифоза.
Наиболее часто поражаются VII—X грудные позвонки, хотя возможны и другие локализации.

## Эпидемиология
Болезнь Шейермана — Мау встречается наиболее часто среди всех остеохондропатий.  Дети составляют 37% от всех случаев заболевания. Разгар болезни часто связан с пубертатным возрастом, поэтому возникает в возрасте 11 — 17 лет, хотя нередко отмечается и у 5 — 6-летних детей, чаще страдают мальчики.  Заболевание передаётся по наследству с доминантным типом наследования.

## Патогенез
В основе патогенеза заболевания лежит асептический некроз кольцевых апофизов тела позвонка. С развитием некроза подавляется рост вентральных отделов тел позвонков и развивается кифоз. Наиболее часто поражаются VII—X грудные позвонки, хотя возможны и другие локализации. Асептическому некрозу подвергаются обычно 3—4 позвонка[уточнить].

## Клиническая картина
Заболевание чаще всего дебютирует в пубертатный период, чаще страдают мальчики. Обычно родители замечают, что их ребенок, будучи раньше прямым и подтянутым, все больше начинает сутулиться. Пациенты могут предъявлять жалобы на боль и утомляемость в спине, к концу школьных занятий подросток начинает отмечать чувство усталости в мышцах спины. 
При осмотре отмечается наличие равномерной кифотической деформации грудного отдела позвоночника, иногда она приобретает вид достаточно выраженного горба. В поясничном отделе формируется компенсаторный избыточный лордоз. Подвижность суставов не ограничена, однако значительное натяжение сухожилий задней группы мышц бедра зачастую не позволяет пациенту поднять вверх выпрямленную ногу.
Осложнения:
- спастические парезы нижних конечностей
- сердечно-легочные нарушения (при тяжелых деформациях грудной клетки).

## Диагностика
Основными методами диагностики являются:
- КТ
- МРТ
- Денситометрия
- Сцинтиграфия.

## Лечение
Лечение делится на консервативное и хирургическое.
Консервативное лечение:
- физиотерапии;
- массаж;
- лечебная физкультура  (направленная на укрепление мышц спины)

Возможно применение лекарственных препаратов. Применяют хондропротекторы, витаминопрепараты, анальгетики и миорелаксанты.
Хирургическое лечение применяется при ригидных деформациях величиной более 60°. Таким больным требуется хирургическая коррекция и спондилодез с использованием систем на основе стержней и крючков (модифицированные фиксаторы Херрингтона или Котрель-Дюбуссе).
При кифотической деформации более 75° заднему спондилодезу должен предшествовать передний релиз и спондилодез позвоночника[уточнить].